# Sundsvall Dambasket

Sundsvall Dambasket (KFUM Sundsvall Dambasket), även kallat Sundsvall Saints, var en basketbollklubb i Sundsvall i Sverige. 
Klubben bildades genom en utbrytning från Sundsvall Dragons och sammaslagning med Alnö Basketklubb. Laget kvalade in till Damligan säsongen 2004/2005 och tog sig till semifinal 2009/2010. 
Efter säsongen uteslöts klubben ur Damligan då klubbens organisation inte uppfyllde Svenska Basketbollförbundets krav, och dessutom hade ekonomiska problem. 2010 begärdes föreningen i konkurs och samtidigt bildades ungdomsföreningen KFUM Sundsvall Basket.